# Yuya Kubo
Yuya Kubo (久保 裕也 Kubo Yūya?), född 24 december 1993, är en japansk fotbollsspelare som spelar för FC Cincinnati.
Kubo debuterade för Japans landslag den 11 november 2016 i en 4–0-vinst över Oman.